# Sabäer
Die Sabäer (assyr. Sabảajja; altgriechisch Σαβαίοι Sabaioi; lateinisch Sabaei) waren ein antikes semitisches Volk im Südwesten der Arabischen Halbinsel im Gebiet des heutigen Jemen.

## Historische Quellen
In den Annalen der Assyrer werden die Sabäer bereits 730 v. Chr. erwähnt.
Im Alten Testament werden sie hauptsächlich als Weihrauchhändler erwähnt, so in Jer 6,20 , und Jes 60,6 . Die Erinnerung an Juden in Saba ist in Gen 25,1–6  und Joel 4,8  zu erkennen.
→ Siehe auch: Königin von Saba
Auch den Griechen waren die Sabäer in erster Linie als Händler von Weihrauch und Myrrhe bekannt. Strabon erwähnt ihre Hauptstadt Ma'rib (von manchen Autoren, ebenso wie das Reich, Saba genannt). Die Römer halten sie für das wohlhabendste Volk in Arabien, denn sie liefern den begehrten Weihrauch.
Der Koran erwähnt das historische Faktum des Dammbruches zu Ma’rib im Reich Saba im Jahre 572 n. Chr., in Sure 34,15f. Doch sind die hier ansässigen „Sabäer“ nicht identisch mit den in Sure 2,62 (s. u.) erwähnten Ṣābiʾūn (zur Unterscheidung meist mit „Sabier“ übersetzt).

## Religion der Sabäer
Ursprünglich verehrten die Sabäer astrale Götter wie Mond, Sonne und Venus. 
Der Koran erkennt in Sure 2,62 eine Gemeinschaft der Sabier (arabisch صابئون, DMG Ṣābiʾūn) als Buchreligion an (nicht zu verwechseln mit den in Sure 34,15, s. o., genannten Bewohnern von Saba):
„Wahrlich, die Gläubigen und die Juden und die Christen und die Sabier – wer immer (unter diesen) wahrhaft an Allah glaubt und an den Jüngsten Tag und gute Werke tut –, sie sollen ihren Lohn empfangen von ihrem Herrn, und keine Furcht soll über sie kommen, noch sollen sie trauern.“
Unklar ist jedoch, auf welche Religionsgemeinschaft sich dies bezieht. Die Sabier von Harran übernahmen 830 diese Bezeichnung, um als Buchreligion anerkannt zu werden. Hingegen werden die Mandäer lediglich von ihren Nachbarn als „Sabäer“ bezeichnet, verwenden diese Bezeichnung jedoch nicht selbst. Hier bezieht sich der Name auf das wiederholte Untertauchen in fließendem Wasser, das dem arabischen صاب (ausgießen) entspricht.

## Sprache
Die gemeinsame Sprache der Himyaren und Sabäer war das Sabäische, ein Dialekt des Altsüdarabischen. Es wurde bis ins 10. Jahrhundert im Südwesten der arabischen Halbinsel gesprochen und ist mit etwa 6000 gefundenen Inschriften sehr gut belegt.